# Волжско-Камский заповедник
Волжско-Ка́мский госуда́рственный приро́дный биосфе́рный запове́дник — биосферный заповедник на территории России.

## Общие сведения
Волжско-Камский государственный природный биосферный заповедник образован 13 апреля 1960 года. Постановлением Совета Министров РСФСР № 510. Целью создания была охрана сохранившихся ненарушенных лесных и лесостепных экосистем среднего Поволжья.
Располагается на левобережных террасах Волги на территории Зеленодольского района Республики Татарстан Российской федерации. Занимал площадь 8024 га, пока по Постановлению Правительства РФ № 277 от 9 апреля 2001 года его площадь была увеличена до 10 091,2 га. Заповедник состоит из двух участков — Саралинского и Раифского. Эти участки отдалены друг от друга на 100 км. Ближайший находится в 50 км к югу от Казани. С другой его стороны часть Куйбышевского водохранилища, площадью 1,3 тыс. га, в месте где сливаются Волга, Кама и Мёша. Охранная зона, в соответствии с постановлением кабинета министров Республики Татарстан № 407 от 21 июня 1995 года, составляет 15 000 га. Территория ВКГПЗ граничит с землями семи сельскохозяйственных предприятий, среди которых птицефабрика, зверохозяйство, овощеводческое хозяйство.
Современные задачи научного отдела заповедника состоят в изучении естественного хода процессов в природных комплексах подзоны южной тайги Среднего Поволжья; последствий интродукции экзотических древесных пород; влияния Куйбышевского водохранилища и других антропогенных факторов на природные комплексы заповедника; в разработке мер по сохранению и восстановлению естественных экосистем заповедника.
Заложено около 200 постоянных пробных площадей, постоянных точек наблюдения за высотой снежного покрова, 40 постоянных профилей для слежения за разрушением берегов водохранилища, постоянные маршруты учёта зверей, тетеревиных и водоплавающих птиц. С 1975 года действует метеостанция.
На двух стационарах заповедника ежегодно проходят практику студенты Казанского, Московского, Донецкого, Удмуртского, Харьковского университетов, Казанского педагогического института. При заповеднике работает школьное лесничество. Ежегодно дендрологический сад и Музей природы заповедника посещают более 10 тыс. экскурсантов.

## Рельеф
Раифский участок имеет равнинный рельеф с сетью оврагов и болот, а рельеф Саралинского участка характеризуется перепадами высот. В Саралинский участок входит полоса прилегающего Куйбышевского водохранилища. Главная река — Сумка. На территории много озёр и болот, составляющих единую систему. Самое обширное — Раифское озеро, являющееся регулятором стока реки Сумки. Ранее Раифское, Бело-Безводное и Илантовое озёра являлись одним общим водоёмом, но в результате хозяйственной деятельности Большое Раифское озеро разделилось на три части. В Волжско-Камском заповеднике преобладают дерново-подзолистые почвы, также распространены избыточно увлажнённые почвы.

## Климат
Умеренно континентальный с резкими колебаниями температур и выпадением осадков.

## Флора
Более 90 % площади покрыто лесами (сосны, дубы, липы, березы, осины, ольшаники). Сохранились леса с 200—300 летними соснами, елями, дубами. Разнообразны болота. Флора насчитывает 844 вида сосудистых растений, в том числе 51 вид деревьев и кустарников.
Характер лесов двух участков существенно различается. В Раифском участке преобладает сосна, причём разнообразие её сообществ очень широко — от сухих лишайниковых боров до сосняков на сфагновых болотах; наиболее обычны сосняки зеленомошные. Помимо сосняков, распространены несколько типов дубрав, липников, ельников. Отсутствие в течение трёх веков рубок главного пользования способствовало сохранению на Раифском участке коренных лесных биогеоценозов. Имеются болота с характерной растительностью. Флора Раифского участка насчитывает около 570 видов сосудистых растений, выявлено 160 видов мхов. Раифский участок заповедника представляет собой своеобразную микромодель, где на незначительной площади (4 тыс. га), имитируется географическая поясность всей лесной зоны Европейской части России.
На Саралинском участке больше вторичных сосняков со значительным включением липы и осины, сменивших коренные елово-пихтовые леса. Есть дубняки и другие типы леса. На песчаных холмах и уступах террас — остепнённые сосновые редколесья, представляющие немалый интерес для науки. Наблюдаются редкие разнотравные сообщества. На Сараловском участке растут 500 видов сосудистых растений.
Представители флоры: ковыль перистый, осока приземистая, гакелия поникшая, сныть, пролесник многолетний, медуница лекарственная, будра, папоротники, лишайники, черника, брусника, костяника, грушанка круглолистная, ожика волосистая, клюква, молиния, линнея северная, одноцветка крупноцветковая, калипсо клубненосный, багульник болотный, вереск, подбел. Отмечены редкие виды, внесенные в Красную книгу России: пыльцеголовник красный, лилия саранка, башмачок настоящий, ковыль перистый. Другие редкие виды: осоки приземистая, плевельная и двусеменная, гакелия поникшая, мякотница однолистная, калипсо клубневидная, схизахна мозолистая. Реликтовые растения — линнея северная, пупочник завитой, ясменник душистый, сальвиния плавающая.

## Фауна
Млекопитающих 55 видов, в том числе 6 — насекомоядных, 10 — рукокрылых, 21 вид грызунов и т. д. Среди них заяц, рыжеватый суслик, лось, кабан, косуля, лисица, лесная куница, степной хорь, барсук, рысь, енотовидная собака, ондатра, американская норка, обыкновенный бобр, обыкновенный ёж, европейский крот, обыкновенная бурозубка, рыжая полевка, белка, горностай, бурый медведь, рыжая вечерница, двуцветный кожан, усатая и прудовая ночницы, гигантская вечерница, бродячие кошки и собаки.
Птиц в заповеднике 195 видов. Из них 9 видов занесено в Красные книги СССР и РСФСР. В заповеднике живут тетерев, рябчик, серая цапля, серый журавль, чёрный аист, пастушок, лебедь, большая выпь, глухая кукушка, горлинка, вяхирь, клинтух, сизый голубь, крапивник, овсянка-дубровник, жёлтая и желтоголовая трясогузки, луговой чекан, обыкновенная овсянка, камышовка-барсучок, чечевица, зяблик, лесной конёк, обыкновенная горихвостка, пеночка-весничка, иволга, серая мухоловка, пересмешка. По окраинам лесных массивов и на открытых участках водятся серая куропатка и перепел. Глухарь довольно редок, поэтому его охране уделяется особое внимание. Здесь водятся редкие дневные хищники, занесённые в Красную книгу России: орлан-белохвост, скопа, беркут, орёл-могильник, змееяд, сапсан, балобан, черноголовый хохотун, большой подорлик. Есть болотный и луговой луни, чеглок, осоед, неясыть, три вида сычей, сова-сплюшка, ушастая и болотная совы, филин. Число водно-болотных птиц, различных куликов и уток значительно увеличивается во время пролётов.
Заповедник охраняет 5 видов пресмыкающихся, 10 видов земноводных. Пресмыкающиеся: гадюка обыкновенная, веретеница ломкая, уж обыкновенный, медянка, живородящая ящерица. Земноводные: обыкновенный и гребенчатый тритоны, краснобрюхая жерлянка, обыкновенная чесночница, серая и зелёная жабы, озёрная, прудовая, травяная и остромордая лягушки.
30 видов рыб, среди них: стерлядь, чехонь, судак, щука, сом, волжский судак (бёрш), обыкновенный вьюн, щиповка.
Беспозвоночные: махаон, подалирий, аполлон, мнемозина, поликсена, большая переливница, норденшельдов червь, лесная улитка, лесной навозник (Geotrupus stercorarius Linnaeus, 1758), майский хрущ, красотел пахучий, пчела-плотник.

## Дендрарий
В 1918 году, по предложению выдающегося русского лесовода Г. Ф. Морозова, в Казанском государственном университете открылся лесной факультет. В 1919 году лесному факультету для учебных целей передали расположенную недалеко от Казани лесную дачу Раифского монастыря. Уже в 1921 году на этой территории, ставшей учебно-опытным лесничеством, было заложено 3 дендрологических питомника общей площадью 0,91 га. Семена экзотических деревьев и кустарников для посевов поступали преимущественно с мест их естественного произрастания через Всесоюзный институт прикладной ботаники и новых культур. Работы по организации питомников проводились под руководством Н. К. Вехова — впоследствии известного советского селекционера, создателя одной из крупнейших в стране дендроколлекции в Лесостепной опытно-селекционной станции (ЛОСС).
Осенью 1927 года лесной факультет приступил к созданию дендрария. Силами студентов и работников учебно-опытного лесничества был расчищен от леса участок площадью 3,5 га. Весной 1928 года на подготовленных площадях провели посадку на основе материала имевшегося в питомниках. Территорию дендрария поделили на Американский, Европейский и Азиатский отделы, в пределах которых растения разместили по систематическому признаку. Всего было высажено 287 видов и разновидностей деревьев, кустарников и древесных лиан; из их числа на сегодняшний день сохранилось 98 таксонов. Разработка планов размещения растений, организация посадочных работ и дальнейшее функционирование дендрария осуществлялись под руководством ассистента кафедры общего лесоводства и дендрологии М. Л. Стельмахович при участии выдвиженцев кафедры Д. В. Николаева и Б. М. Алимбека. Куратором работ был заведующий кафедрой, корифей лесной науки России — Л. И. Яшнов.
В 1932 году лесной факультет, находясь уже в составе лесотехнического института, переехал в Йошкар-Олу. Куратором дендрария стала Татарская лесная опытная станция. В 1934—1936 годах площадь дендрария значительно расширяется — до 21,5 га. Под руководство научного сотрудника станции Б. М. Алимбека на новых территориях создаются опытная плантация тополей (не сохранилась) и производственные интродукционные питомники, предназначенные для выращивания посадочного материала для нужд озеленения и создания опытных лесных культур. Система дорожек и аллей на территории бывших питомников отчасти сохранилась и сегодня является частью каркаса парковой зоны дендрария.
Ценные сведения о дендрарии конца 40-х годов XX века оставил известный ученый-лесовод Д. И. Морохин. Его научный отчёт «Интродукция новых хозяйственно-ценных древесных и кустарниковых пород в лесные посадки водоохраной зоны» дает представление о состоянии и составе дендрологической коллекции. На тот момент времени она насчитывает 194 таксона. В 1958—1959 годах на территории питомников 1930-х годов на площади 4,5 га под руководством сотрудников Татарской лесной опытной станции А. А. Бобровского и М. А. Атликова была заложена коллекция тополей (популетум). Цель создания этой коллекции — испытания и отбор наиболее устойчивых и высокопродуктивных видов и сортов тополей в условиях Среднего Поволжья. Было испытано 22 вида и сорта.
С организацией в 1960 году Волжско-Камского заповедника дендрарий вошёл в его состав. Дендрарий является одним из основных объектов для проведения эколого-просветительской работы сотрудниками заповедника. В соответствии с новыми задачами обустраивается его территория. Установлены информационные аншлаги, таблички с названием растений, получила новое развитие дорожно-тропиночная сеть. Вместе с тем, дендрарий выполняет свои традиционные функции: испытание новых видов деревьев и кустарников, выращивание посадочного материала и расширение коллекции дендрария. Так, под руководством научного сотрудника заповедника Е. С. Дерюги созданы коллекции сиреней и «жасминов» (чубушников). В 1996, 2003 и 2004 годах последовательно на 0,81 га была увеличена площадь основной коллекции дендрария. В 1999—2001 годах создана экспозиция «Редкие растения Республики Татарстан».
В 2000 году сотрудниками заповедника была осуществлена экспедиция в южные районы Приморья и на Сахалин. В её результате коллекция дендрария пополнилась 67 видами. Не все из них прошли акклиматизацию — на сегодняшний день сохранилось 46 видов. В 2020 году, в честь 60-летия Волжско-Камского заповедника, высажена аллея кедра сибирского. В 2021 году, в столетний юбилей дендрария, заложен сад-лабиринт и аллея «Памятных дат и событий».
По состоянию на 2021 год коллекция дендрария насчитывает 537 видов, разновидностей и сортов древесных растений Европы, Северной Азии и Северной Америки.
Хотя дендрарий имеет научную и просветительскую ценность, но по современным представлениям не вполне вписывается в деятельность заповедника, засоряя его чуждыми растениями.

## Экология
При весеннем таянии снега с близлежащих полей смывается почвенный слой. Огромная масса взвешенных частиц (в среднем около 500 тонн в год) попадает в малые реки, протекающие по территории заповедника, далее эта масса оседает в заповедных озёрах. Так, Раифское озеро, максимальная глубина которого ещё 20 лет назад составляла 21 метр, обмелело к настоящему времени на два метра, а площадь его сократилась с 38 до 36 га. Значительно снизился сток заповедных речек Сумки и Сер-Булака.

## Координаты
Адрес 422537, Республика Татарстан, Зеленодольский район, п/о Раифа, посёлок. Садовый, улица. Вехова, д. 1
Директор: Горшков Юрий Александрович